# Newsies
Newsies (bra: Extra! Extra!; prt: A Luta dos Ardinas) é um filme musical de drama americano produzido pela Walt Disney Pictures e dirigido pelo coreógrafo Kenny Ortega. Ele é vagamente baseado na Greve dos Vendedores de Jornal de 1899 em Nova Iorque, e possui doze músicas inéditas de Alan Menken e J. A. C. Redford. Foi estrelado por Christian Bale, David Moscow, Bill Pullman, Robert Duvall e Ann-Margret. Estreou em 10 de abril de 1992 nos Estados Unidos e 20 de agosto do mesmo ano no Brasil.
O filme foi um fracasso de bilheteria e recebeu críticas negativas na época de seu lançamento, mas ganhou status cult em VHS. Mais tarde, foi adaptado para um show da Broadway de sucesso que ganhou dois Prêmios Tony e foi indicado a oito.

## Sinopse
Em 1899, o adolescente de 17 anos Jack "Cowboy" Kelly vive com outros vendedores de jornais ("newsies") na cidade de Nova Iorque, vendendo cópias do New York World nas ruas de Manhattan ("Carrying the Banner"). Quando David Jacobs e seu irmão caçula Les aparecem, Jack nota a inteligência de David e a fofura de Les e planeja usar a contribuição dos dois para vender mais jornais. Diferentemente da maioria dos newsies, os irmãos trabalham para sustentar a família, pois seu pai Mayer perdeu seu emprego após um acidente. Ao ser convidado para jantar na casa dos Jacobs, Jack é atraído pela irmã deles, Sarah. Mais tarde ele lamenta a sua solidão por não ter uma família e fantasia sobre se mudar para o Novo México ("Santa Fe").
Depois que Joseph Pulitzer , dono do jornal New York World, aumenta os preços dos jornais dos newsies, tomando crédito pela ideia de seu assistente Bunsen, Jack e David começam a tentar convencer os outros newsies a iniciar uma greve ("The World Will Know"). Enquanto os outros espalham as ideias aos newsies de outros bairros, Jack e Les confrontam Pulitzer, que os expulsa de seu escritório. Bryan Denton, um repórter do jornal The Sun, se interessa na história dos garotos. Jack e David informam os newsies de Brooklyn, cujo líder Spot Conlon relutantemente se opõe à greve. David motiva os newsies de Manhattan ("Seize the Day"), que invadem o centro de distribuição e destroem os jornais. Os irmãos Oscar e Morris Delancey, que trabalham para Pulitzer, capturam o newsie com deficiência "Crutchie", que é mandado para um orfanato e centro de detenção juvenil chamada Refúgio, onde Warden Snyder negligencia os órfãos para se apossar do dinheiro que a cidade providencia para cuidar deles.
Os newsies tentam deter os quebradores da greve, mas o evento violento é revelado como uma armadilha dos irmãos Delancey. Antes que os newsies pudessem ser presos, Spot Conlon surge com os newsies de Brooklyn e os dois grupos derrotam os guardas. Denton publica a história na página frontal do The Sun, e os newsies imaginam o futuro de fama ("King of New York") antes de planejar um comício. Snyder informa Pulitzer que Jack é um fugitivo do Refúgio, o inspirando a querer a prisão de Jack. Durante um café-da-manhã com Sarah no terraço dos Jacobs, Jack expressa seu desejo de fugir a Santa Fe, e questiona se ela sentiria a sua falta.
No teatro de Medda Larkson, Jack, David e Spot reforçam que os newsies reunidos de todos os bairros se unam para lutar pela causa. Medda os anima com uma música ("High Times, Hard Times") e a polícia aparece para prender os newsies, mas Denton paga as multas. Snyder atesta contra Jack, revelando que seu nome real é Francis Sullivan e que sua mãe está morta e seu pai está preso. Jack é condenado a quatro anos de reabilitação no Refúgio, enquanto Denton é deslocado para outro emprego, impedido de escrever sobre a greve. Pulitzer oferece apagar a sentença de Jack e lhe pagar um salário se ele trabalhar durante a greve, ameaçando colocar os outros newsies no Refúgio. Os garotos tentam resgatar Jack, mas ele os manda embora.
Apesar do choque dos newsies ao ver Jack trabalhar no dia seguinte, ele resgata os irmãos Jacobs quando os Delanceys atacam Sarah, quebrando o trato com Pulitzer. Denton notifica os newsies de que a greve não mudou a opinião pública, já que a cidade é movida por trabalho infantil, e Pulitzer impede todos os jornais de reportar sobre a greve. Usando uma impressora antiga de Pulitzer, os newsies publicam o "Newsies Banner" e o distribuem aos trabalhadores infantis da cidade ("Once and For All"). Denton mostra a publicação ao governador Theodore Roosevelt, expondo os abusos feitos contra as crianças no Refúgio. Diversos trabalhadores aderem a greve, retardando as produções da cidade inteira. Jack e David confrontam Pulitzer, que finalmente cede.
Roosevelt prende Snyder, liberando as crianças do Refúgio, e agradece Jack por alertá-lo da situação. Ele oferece uma carona a Jack, que pede para ser levado à estação de trem para que possa ir a Santa Fe. Os newsies se deprimem com sua ida, porém Jack logo retorna, com Roosevelt o tendo convencido que ele pertence a Nova Iorque. Enquanto os newsies celebram a sua volta, Sarah o beija, e Roosevelt leva Spot de volta a Brooklyn.

## Elenco
- Christian Bale como Jack "Cowboy" Kelly / Francis Sullivan
- David Moscow como David Jacobs
- Bill Pullman como Bryan Denton
- Gabriel Damon como "Spot" Conlon
- Ann-Margret como Medda Larkson
- Robert Duvall como Joseph Pulitzer
- Luke Edwards como Les Jacobs, irmão caçula de David
- Max Casella como "Racetrack" Higgins
- Michael Lerner como "Wiesel"
- Marty Belafsky como Crutchie
- Aaron Lohr como "Mush" Meyers
- Trey Parker como "Kid Blink"[a][4]
- Arvie Lowe Jr. como "Boots" Arbus
- Kevin Tighe como Mister Snyder
- Charles Cioffi como Don Seitz
- Ele Keats como Sarah Jacobs, irmã de David e Les
- Jeffrey DeMunn como Mayer Jacobs, pai de David e Les
- Deborra-Lee Furness como Esther Jacobs, mãe de David e Les
- Dominic Lucero como Bumlets
- Robert Feeney como Snoddy
- Mark David como Specs
- Michael A. Goorjian como Skittery
- Shon Greenblatt como Oscar Delancey
- David Sheinkopf como Morris Delancey
- William Boyett como "Movealong" Monahan
- Marc Lawrence como Sr. Kloppman
- Scott Caudill como Dançarino
- David James Alexander como Theodore Roosevelt

## Production
Walt Disney Pictures teve a ajuda de seu parceiro de finanças Touchwood Pacific Partners para financiar a produção doo filme. O orçamento foi de 15 milhões de dólares. O colaborador de Alan Menken's, Howard Ashman, estava doente de AIDS e não pôde trabalhar com Menken no filme, e eventualmente morreu em 14 de março de 1991. Menken contratou o compositor Jack Feldman para ajudar.
As cenas externas foram filmadas no Universal Studios, na área rural de Nova Iorque; esse foi o primeiro filme a ser filmado no set rural de Nova Iorque remontado após o incêndio de 1990.

## Música
| N.º | Título                          | Performado por                    | Duração |  |
| 1.  | "Prologue"                      | Max Casella                       | 0:48    |  |
| 2.  | "Carrying the Banner"           | Newsies Ensemble                  | 6:15    |  |
| 3.  | "Santa Fe"                      | Christian Bale                    | 4:18    |  |
| 4.  | "My Lovey-Dovey Baby"           | Ann-Margret                       | 1:30    |  |
| 5.  | "Fightin' Irish: Strike Action" | J.A.C. Redford                    | 1:50    |  |
| 6.  | "The World Will Know"           | Newsies Ensemble                  | 3:20    |  |
| 7.  | "Escape from Snyder"            | Redford                           | 2:08    |  |
| 8.  | "Seize the Day"                 | Newsies Ensemble                  | 2:01    |  |
| 9.  | "King of New York"              | Bill Pullman and Newsies Ensemble | 2:25    |  |
| 10. | "High Times, Hard Times"        | Newsies Ensemble/Ann Margret      | 2:54    |  |
| 11. | "Seize the Day (Chorale)"       | Newsies Ensemble                  | 1:12    |  |
| 12. | "Santa Fe (Reprise)"            | Christian Bale                    | 1:49    |  |
| 13. | "Rooftop"                       | Redford                           | 3:13    |  |
| 14. | "Once and for All"              | Newsies Ensemble                  | 2:24    |  |
| 15. | "The World Will Know (Finale)"  | Newsies Ensemble                  | 1:50    |  |
| 16. | "Carrying the Banner (Finale)"  | Newsies Ensemble                  | 6:20    |  |

## Lançamento
Newsies foi lançado em 10 de abril de 1992 pela distribuidora Buena Vista Pictures. O filme não recuperou seu orçamento de 15 milhões de dólares, produzindo menos de um quinto dele na bilheteria. Desde lá, Newsies ganhou uma enorme fan base.
Em 1992, o filme foi lançado na Walt Disney Home Video, e uma edição de DVD de colecionador foi lançada em 2002. Walt Disney Studios Home Entertainment lançou em  Blu-ray uma edição de aniversário de 14 anos em 30 de maio de 2006 e uma de aniversário de 20 anos em 19 de junho de 2012.

## Recepção

### Recepção pela crítica
O filme tem uma nota média de 39% no Rotten Tomatoes, com base em 38 reviews, avaliação média de 5/10. O consenso crítico é "Extra! Extra! Leia tudo sobre Newsies em vez de sofrer assistindo os números musicais, apesar de que Christian Bale fez um bom protagonista." No Metacritic, o filme tem nota 46 de 100, com base em 19 críticas, indicando "avaliações médias ou mistas". O crítico e historiador  Leonard Maltin o batizou Howard the Paperboy, estatando "esse projeto ambicioso (até certo ponto) foi feito com um score insuficiente, recheado de números que soam baratos apesar do grande orçamento do filme -- sem falar da duração."

### Bilheteria
O filme alcançou $2,819,485 em bilheteria doméstica. Ele não recuperou o orçamento de $15 milhões, produzindo menos de um quinto e é um dos menos rentáveis filmes produzidos pelo Walt Disney Studios. Isso se dá pelo fato do filme ter sido retirado de muitos cinemas após um fraco fim de semana de estreia.

## Fidelidade histórica
A real Greve dos Vendedores de Jornal de 1899 durou de 20 de julho a 2 de agosto. Ela foi liderada por um jovem com um olho chamado Louis Balletti, apelidado "Kid Blink", que tinha um sotaque carregado de Brooklyn que comumente era transcrito foneticamente quando citado nos jornais. Kid Blind aparece no filme como um personagem secundário, enquanto o papel de líder da greve é dado ao fictício Jack Kelly. Kid Blink e outro newsie da vida real, Morris Cohen, foram as inspirações de Kelly. A greve real foi concluída com o compromisso de que o The World e o The Journal comprariam de volta as cópias que os newsies não conseguissem vender.

## Adaptação teatral
A Disney Theatrical Productions produziu um musical teatral baseado no filme que estreou no Paper Mill Playhouse em 25 de setembro de 2011 e se estendeu a 16 de outubro, estrelando Jeremy Jordan como Jack. Newsies!: The Musical contém músicas do filme e vários novos números.
O musical abriu na Broadway no Nederlander Theatre por tempo limitado de 15 de março a 28 de março de 2012, e de 29 de março a 10 de junho de 2012. Mais tarde foi estendido até 19 de agosto de 2012, após o primeiro fim de semana de previews, e então estendido novamente, dessa vez por tempo indefinido. O show foi indicado a oito Tony Awards , incluindo Melhor Musical, e ganhou Melhor Coreografia e Melhor Score Original. O show fechou em 24 de agosto de 2014, após 1.004 performances.